# مطر مغبر

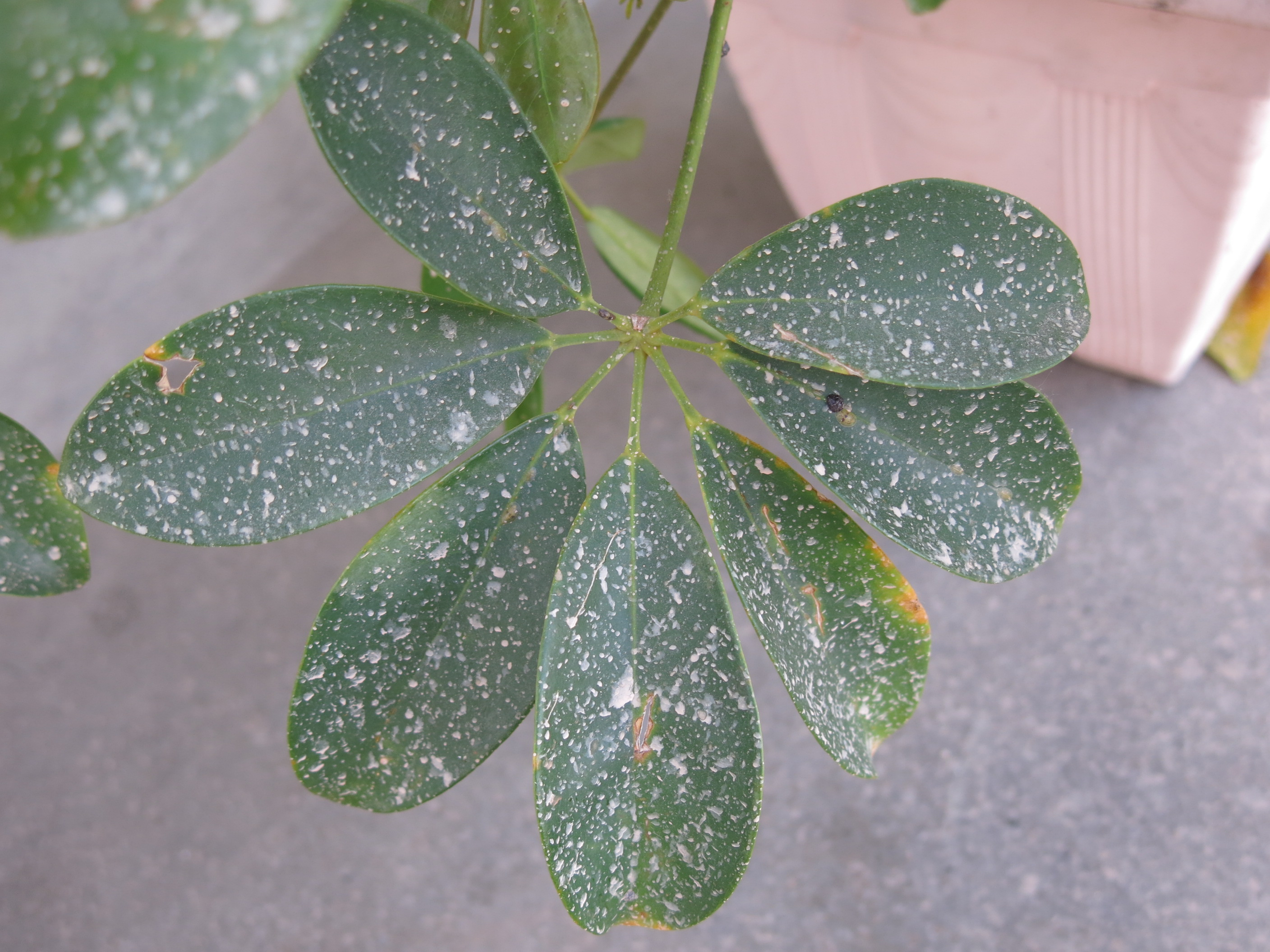
أوراق نبتة الشفلرية تُظهر آثار بقع المطر المُغبّر في منطقة بالقرب من باريس، فرنسا

المطر المُغبّر، المطر الطيني أو الثلج المُغبّر، (بالإنجليزية: Rain dust)‏، هو نوع من الهطول، يحدث عندما تلتقي قطرات الماء الهاطلة مع أعمدة الغُبار المتجمّعة أسفل الغيوم، فتسقط هذه القطرات محمّلة بجسيمات الغُبار الظاهرة والتي يمكن رؤيتها بالعين المجردة، أو تظهر آثارها لاحقًا على ما تسقط عليه.

## تاريخ
تمت دراسة ظاهرة المطر المُغبّر بواسطة العالم الإيطالي جوزيبي ماريا جيوفين، وذلك خلال الأعوام (1753–1837) والذي تمكن في نهاية الأمر من تفسير هذه الظاهرة في بدايات العام 1803. في ذلك الوقت، تحديدًا في 7 مارس 1803، هطل المطر المُغبّر على جنوب إيطاليا، تحديدًا منطقة بوليا، حينها أعتقد النّاس أن السبب هو انفجار بركان جبل فيزوف أو جبل إتنا، أو ربما سببها مواد صعدت من قاع البحر ثم علقت مع بخار الماء المتصاعد وانتقلت عبر الغيوم وسقطت مع الأمطار. الإ أن العالم الإيطالي جوزيبي تمكّن بذكاءه من الربط بين هذه الظاهرة وبين الرياح التي هبّت على المنطقة قُبيل بدأ الهطول، ووصل إلى نتيجةٍ مفادها، أن الرمال العالقة دفُعت بفعل الرياح قادمةٍ من أفريقيا بإتجاه الجنوب الشرقي للبلاد، لتلتقي مع الأمطار وتسقط على المنطقة.

## الإنتشار الجغرافي
يُعتبر المطر المُغبّر شائعًا في المناطق الغربية والجنوبية للبحر المتوسط، حيث تأتي حمولة الغُبار بواسطة المنخفضات الجوية التي تمر عبر الجزء الشمالي من شمال أفريقيا. أما الحمولة الرئيسية من غُبار الصحراء فتصل إلى شبه الجزيرة الإيبيرية و‌جزر البليار على شكل غُبار يُنقل بواسطة الرياح أو الأمطار قادمًا من الصحراء الكبرى و‌جبال الأطلس في المغرب ووسط الجزائر. ويجدر الإشارة إلى أن ظاهرة المطر المُغبّر أصبحت متكررة نسبيًا وتتزايد من أوائل التسعينات في منطقة حوض البحر الأبيض المتوسط.
بالإضافة إلى ما سبق، تحدث هذه الظاهرة في المناطق الصحراوية القاحلة بأمريكا الشمالية مثل غرب ولاية تكساس أو ولاية أريزونا. وأيضًا تحدث أحيانًا في الأراضي العشبية، مثلما حدث في مقاطعة بيكسار بولاية تكساس في 18 مارس 2008. أخيرًا تحدث هذه الظاهرة (لكن بشكل نادر جدًا) في بعض مناطق جنوب إيطاليا، حيث تأتي الرمال محمّلة من شمال إفريقيا.

## مكونات الغُبار
يعتبر المطر المُغبّر مادة شديدة القلوية. حيث تحتوي بعض الجزيئات الكبيرة من الغُبار على خليط من المواد الكيميائية مثل الكبريتات و‌ملح البحر (بشكل أساسي عناصر الصوديوم والكلور والمغنيسيوم). تحتوي أيضًا مجموعة من المعادن الرئيسية (تم ترتيبها بحسب توافرها من الأعلى إلى الأقل): الإليت، كوارتز، معادن الصلصال، باليجورسكيت، الكاولين ،كالسيت ،دولوميت و‌فلسبار.
أما عن حجم جزيئات الغُبار، فقد وجدت دراسة اُجريت في جزيرة ميورقة الإسبانية أن 89% من جزيئات المطر المُغبّر لها حجم يُماثل حبيبات الطمي (أو الغرين) (ما بين 0.002–0.063 ملم) من ناحية أخرى، لا يوجد تقريبًا جزيئات بحجم حبيبات الصلصال (النسبة أقل من 0.29%).

## الأهمية
- تعتبر الجسيمات التي يحملها المطر المُغبّر هامةً في إعادة تشكيل التربة على المدى الطويل حيث تُكافح آثار تعرية التربة، فقد قُدّرت كمية المواد الصلبة الموجودة في المطر المُغبّر بـ 5.3 غرام لكل م2 وذلك في دراسة أُجريت في مونتسيني، كاتالونيا[بحاجة لمصدر] في هذه المنطقة يوفّر الغُبار ما نسبته 34% من الكالسيوم الذي يحتاجه السنديان الأخضر. أخيرًا، يجدر الإشارة إلى أن كمية ترسّب جزيئات الغُبار تتغير بشكل كبير من سنة لإخرى.
- غُبار الصحراء يزيد بشكل كبير من درجة القلوية في مياه الأمطار وهذا قد يساعد في مواجهة آثار المطر الحمضي.
- عمِل المطر المُغبّر على نقل النشاط الإشعاعي من موقع كارثة تشيرنوبيل إلى اليونان في عام 2000.[7]

## العلاقة مع المطر الأحمر (مطر الدم)
يُعتبر المطر المُغبّر السبب الأكثر شيوعًا لحدوث المطر الأحمر (مطر الدم)، الإ أنه توجد بعض الحالات التي لم يكُن سببًا في حدوثها، على سبيل المثال حادثة المطر الأحمر في ولاية كيرلا الهندية.